# Primera Asturfutfem
La Primera Asturfutfem, que en principio se iba a denominar Primera RFFPA Femenina, es la primera categoría de fútbol regional femenino en Asturias, constituyendo el quinto nivel de competición del sistema de ligas de fútbol de España. Se disputa desde 1996.

## Historia
Hasta 2023 se denominó Campeonato de Fútbol Femenino Regional de Asturias. Era el tercer nivel hasta 2019, cuando pasó a ser el cuarto nivel tras la creación de la Primera Nacional Femenina como tercer nivel. En 2022 se crea la Segunda Federación Femenina, pasando la Primera Nacional a ser el cuarto nivel y el Femenino Regional el quinto.
Se compitió en un grupo único hasta la temporada 2019-20, en la que se formaron dos grupos.
En la temporada 2022-23 se reestructuró para la creación, en la temporada 2023-24, de una nueva categoría, la Segunda Asturfutfem, que se convierte en el sexto nivel, pasando el quinto nivel a denominarse Primera Asturfutfem. Se disputó en dos fases. En la primera fase, los dos primeros clasificados de cada grupo (diez) más los dos mejores terceros por coeficiente (en total 12 equipos) quedaron encuadrados en el Grupo A de cara a la Segunda Fase. Los otros 12 equipos restantes, quedaron encuadrados en el Grupo B, para la Segunda Fase. En la Segunda Fase, los 7 primeros del Grupo A disputaron el ascensos a Nacional Femenino señalados por la RFEF, de manera que la Primera Asturfutfem quede formada por 10 equipos en la temporada 2023-2024, una vez consumados los ascensos y descensos con la categoría nacional; los equipos clasificados en 8.ª, 9.ª y 10.ª posición disputaron un play-out contra Los 3 primeros clasificados del Grupo B (1.º grupo B – 10.º grupo A, 2.º grupo B – 9.º grupo A y 3.º grupo B – 8.º grupo A) a partido único, mientras que el 11.º y 12.º descienden a Segunda Asturfutfem, junto con el resto de equipos del Grupo B y los nuevos inscritos.

## Formato
1. Primera Fase: Los diez equipos participantes se enfrentarán entre ellos en formato de liga a doble vuelta (18 jornadas). Al ﬁnalizar esta fase, los cinco primeros clasiﬁcados pasarán a disputar la segunda fase por el ascenso, y los cinco últimos clasiﬁcados pasarán a disputar la segunda fase por la permanencia.
2. Segunda Fase por el Ascenso: Los cinco equipos clasiﬁcados se enfrentarán entre sí, en formato de liga a doble vuelta (10 jornadas) y acumulando los puntos de la primera fase.
3. Ascenso a Tercera Federación: Lo que señale la RFEF entre ambas categorías. Bases y Normas Reguladoras 3.ª RFEF FUTFEM
4. Segunda Fase por la Permanencia: Los cinco equipos participantes se enfrentarán entre sí, en formato de liga a doble vuelta (10 jornadas) y acumulando los puntos de la primera fase. Al ﬁnalizar esta fase, los dos últimos clasiﬁcados descenderán a Segunda Asturfutfem.[4]

## Palmarés
| Temporada | Campeón            | Subcampeón         |
| --------- | ------------------ | ------------------ |
| 1996–97   | Luarca             | Tradehi Oviedo     |
| 1997–98   | Pravia             | Raíces             |
| 1998–99   | Pravia             | EF Mareo "B"       |
| 1999–00   | Raíces             | EF Mareo "B"       |
| 2000–01   | Gijón              | Raíces             |
| 2001–02   | La Carisa          | Oviedo Moderno "B" |
| 2002–03   | Oviedo Moderno "B" | EF Mareo "B"       |
| 2003–04   | EF Mareo "B"       | Raíces             |
| 2004–05   | EF Mareo "B"       | Raíces             |
| 2005–06   | Gijón "B"          | EF Mareo "B"       |
| 2006–07   | Gijón "B"          | Llosalín           |
| 2007–08   | Barcia             | Langreo Femenino   |
| 2008–09   | Langreo Femenino   | La Braña           |
| 2009–10   | La Braña           | Oviedo Moderno "B" |
| 2010–11   | Oviedo Moderno "B" | Tapia              |
| 2011–12   | Femiastur          | Oviedo 06          |
| 2012–13   | Oviedo Moderno "B" | Manuel Rubio       |
| 2013–14   | Oviedo Moderno "B" | Femiastur          |
| 2014–15   | Femiastur          | Oviedo Moderno "C" |
| 2015–16   | Oviedo Moderno "B" | Gijón              |
| 2016–17   | Oviedo Moderno "B" | Llanera            |
| 2017–18   | Oviedo "B"         | Sporting "B"       |
| 2018–19   | Sporting "B"       | Oviedo "B"         |